# Попович, Александр Сергеевич
Алекса́ндр Серге́евич Попо́вич (21 августа 1939, г. Корсунь-Шевченковский, Черкасская область, УССР). — украинский учёный, заслуженный деятель науки и техники Украины (1999), доктор экономических наук (2006), кандидат физико-математических наук (1971), заведующий межотраслевой лабораторией Министерства образования и науки України и Национальной Академии наук Украины по проблемам формирования и реализации научно-технологической политики Украины Центра исследований научно-технического потенциала и истории науки им. Г. М. Доброва НАН Украины.

## Биография
В 1962 году окончил Киевский государственный университет им. Тараса Шевченко (радиофизический факультет, кафедра физической электроники). Работал в Институте физики и Институте ядерных исследований АН Украины.
В 1972—1991 годах на научно-организационной работе в отделах науки и учебных заведений ЦК КПУ и ЦК КПСС. Одновременно продолжал работать в Институте ядерных исследований на общественных началах.
В начале 1990-х годов после двух лет работы ведущим научным сотрудником Института физики НАН Украины, возглавил отдел координации работы научных организаций Киева, Главное управление Министерства науки и технологий. Был научным консультантом Президента Украины.
С 2000 года работает в Центре исследований научно-технического потенциала и истории науки им. Г. М. Доброва НАН Украины. Работы посвящены совершенствованию правовой базы науки, формированию эффективной научно-технологической и инновационной политики государства, прогнозированию научно-технологического и инновационного развития Украины, социальному капиталу науки. Обосновал идею создания иерархии научно-технологических приоритетов.
При его непосредственном участии подготовлены изменения к Законам Украины «О приоритетных направлениях развития науки и техники», «О приоритетных направлениях инновационной деятельности на Украине», «Об инновационной деятельности».
Жена — Людмила Вадимовна Попович (10 февраля 1941 — 19 сентября 2018).

## Научная деятельность
Кандидатская диссертация: «Исследование устойчивости и диффузии плазмы, ограниченной электропроводящими стенками».
Докторская диссертация: «Основные факторы эффективности научно-технологической и инновационной политики в их системном взаимодействии».
Опубликовал более 130 научных, научно-популярных и публицистических работ в области физики плазмы, проблем инновационного развития экономики, управления наукой, формирования и реализации научно-технологичной и инновационной политики и истории науки.

## Основные работы
- «Диффузия плазмы в магнитном поле» (1979, с А. А. Гуриным и Л. Л. Пасечником)
- «Рациональное финансирование науки як условие построения знаниевого общества на Украине» (2004, с. Б. А. Малицким, И. А. Булкиным, В. П. Соловьёвым, И. Ю. Егоровым, Т. В. Шокун)
- «Методические рекомендации проведения прогнозно-аналитического исследования в рамках Государственной программы прогнозирования научно-технологического и инновационного развития Украины» (2004, с Б. А. Малицким, В. П. Соловьёвым)
- «Научно-технологическая и инновационная политика: основные механизмы формирования и реализации» (2005)
- «Обоснование инновационной модели структурной перестройки экономики Украины» (2005, с Б. А. Малицким, В. П. Соловьёвым, В. Я. Артемовой, И. Ю. Егоровым), «Объединенный прогноз научно-технологического и инновационного развития Украины на ближайшие 5 лет и следующее десятилетие» (2007, в составе группы авторов).

## Награды
Награждён орденом «Знак Почёта» (1981)